# Faina Melnik
Fajina Grigorivna Melnik (ukrainska: Фаїна Григорівна Мельник, ryska: Фаина Григорьевна Велева-Мельник, Faina Grigorjevna Veleva-Melnik), född 9 juni 1945 i Bakota i Chmelnytskyj oblast (i dåvarande Ukrainska SSR, Sovjetunionen), död 16 december 2016 i Moskva i Ryssland, var en sovjetisk diskuskastare.
Faina Melnik tog OS-guld i diskuskastning vid friidrottstävlingarna 1972 i München. Hon var gift med den bulgariska diskuskastaren Velko Velev (67,82 1978).